# Blechnum occidentale x polypodioides
Blechnum occidentale x polypodioides là một loài dương xỉ trong họ Blechnaceae. Loài này được Raddi mô tả khoa học đầu tiên..
Danh pháp khoa học của loài này chưa được làm sáng tỏ. 